# Gangland Undercover
Gangland Undercover (ou Motard espion au Québec) est une série télévisée américano-canadienne en quatorze épisodes de 42 minutes créée par Stephen Kemp, co-écrite par Noel Baker et diffusée du 24 février 2015 au 14 novembre 2016 sur History au Canada et jusqu'à 20 mai 2017 History aux États-Unis.
Au Québec, la série a été diffusée à partir du 28 août 2015 sur Canal D. Elle reste inédite dans les autres pays francophones.
Inspirée par l'histoire de Charles Falco, un informateur de l'ATF qui infiltra trois des plus redoutables gangs de motards des États-Unis.

## Synopsis
Charles Falco, est un fabricant et consommateur de méthamphétamine (crystal melt). Il est arrêté et décide de balancer tout son réseau et se plie à toutes les faveurs de la police pour éviter une lourde peine. De 2003 à 2006, il infiltre l'un des plus dangereux gangs de motards de l'Amérique, les Vagos. Débute ainsi l'histoire d'un des informateurs les plus connus d'Amérique.

## Distribution

### Acteurs principaux
- Damon Runyan (VQ : Frédérik Zacharek) : Charles « Charlie » Falco
- Ari Cohen (en) (VQ : Louis-Philippe Dandenault) : Mike « Koz » Kozinski
- Paulino Nunes (es) (VQ : François Godin) : Shizo
- Melanie Scrofano (VQ : Véronique Marchand) : Suzanna
- Ian Matthews (VQ : Tristan Harvey) : Darko
- Don Francks (VQ : Hubert Fielden) : Lizard
- James Cade (en) (VQ : Hugolin Chevrette) : Stash
- Stephen Eric McIntyre (VQ : Manuel Tadros) : Kid

### Acteurs récurrents
- Kiran Friesen : Stella, La femme de Schizo
- Ashley Tredenick (VFB : Sandrine Henry)[5] : Red, la copine de Kid
- Patricia McKenzie (en) : Samantha Kiles, détective de l'unité du crime de San Bernardino
- Jessica Huras : Natalie, l'ex-femme de Charles Falco
- Markus Parillo : Felix, le président international des Vagos
- John Tench : Green, Membre des Vagos d'Australie et informateur
- Romano Orzari : Ancien partenaire de Charles Falco
- Shaun Benson : Crowbar

### Invités
- Ron Kennell : Reese, le dealer de méthamphétamine liquide
- Daniel Williston : Hammer, ancien Vagos accusé d'être un informateur

 Source et légende : version québécoise (VQ) sur Doublage.qc.ca

## Fiche technique
- Titre original : Gangland Undercover
- Titre québécois : Motard Espion
- Création : Stephen Kemp
- Réalisation : Stephen Kemp, Carl Hindmarch, Neil Rawles
- Scénario : Stephen Kemp, Noel Blaker, Richard Oleksiak , Charles Falco
- Direction artistique : Dareck Gorecki
- Décors : Andrew Berry
- Costumes : Jennifer Johnson
- Photographie : Gary Clarke
- Montage : Rob Chandler, Jason Gatt
- Musique : Russ Mackay
- Production : Kim Bondi
- Casting : Damon Runyan, Melanie Scrofano, Ari Cohen
- Sociétés de production : A&E Network
- Sociétés de distribution : History Channel
- Pays d'origine :  États-Unis,  Canada
- Langue originale : anglais
- Format : couleur - 35 mm - 1,78:1 - son Dolby Digital
- Genre : Drame,
- Durée : 45 minutes

 Sauf indication contraire, les informations mentionnées dans cette section peuvent être confirmées par la base de données cinématographiques IMDb,  présente dans la section « Liens externes ».

## Épisodes

### Première saison (2015)
1. Descente aux enfers (Going Under)
2. Dur à cuire (A Tough Prospect)
3. Enfin membre (Patched In)
4. Jeu dangereux (Dangerous Game)
5. Solitaire (Solitary)
6. Tour pour le tout (Endgame)

### Deuxième saison
La deuxième saison est sortie au Canada le 26 septembre 2016, et aux États-Unis le 8 décembre 2016 sur A&E. Mais peu après la sortie du premier épisode, elle est déprogrammée. Elle est de nouveau programmée à partir du 2 mars 2017 sur History.
1. L'Homme de nulle part (Nowhere Man)
2. Le Diable en personne (The Devil You Know)
3. Au pays des Mongols (Mongol Nation)
4. Opération Black Rain ( Black Rain)
5. Un club en péril (Club Adios)
6. Pour le meilleur et pour le pire (In-laws and Outlaws)
7. Impasse fatale (End of the Road)
8. L'Insigne du Diable (The Devil's Patch)

## Distinctions
La série est nommée en 2016 aux Prix Écrans canadiens dans la catégorie Meilleure photographie.